# Juvénal Munubo Mubi
Juvénal Munubo Mubi, né à Misau, le 1er juillet 1979 dans la province du Nord-Kivu, est un avocat et député national de la république démocratique du Congo. Il élu député en élections de 2011 et de 2018.

## Biographie
Juvénal Munubo Mubi est né à Misau le 1er juillet 1979. Né d’une famille de six enfants, Juvénal est le premier fils de Jean-Baptiste Mubi Munubo de qui il tient son nom et de Eugénie Simuzuri Shambua.

### Études
Juvénal Munubo fait ses études primaires à l’école primaire Nyamwaka de 1985 à 1991 et le secondaire à l'Institut Chemchem à Kalima puis à l'Institut Mwanga à Goma où il obtient un diplôme d'État en latin et philosophie. Il rejoint ensuite la faculté de droit de l'université de Goma et à la fin d'un cursus de 5 ans, est recruté comme assistant par l'université.

### Engagement socio-civique
Dès sa jeunesse estudiantine, Juvénal Munubo a joué un rôle social et civique considérable dans son Kivu natal. Entre 2002 et 2003, il est président des étudiants de la faculté de droit de l'université de Goma. Il fait partie de l'équipe d'initiation et d'exécution du projet « cycle des conférences débats universitaires sur les droits de l’homme » en partenariat avec le bureau du Haut Commissariat des Nations unies aux droits de l’homme, HCDH.
En 2003, il dédie son temps pour défendre les droits des démunis du Nord Kivu au sein de « FORDEP », forum de réflexion sur la défense des droits des personnes vulnérables. En 2005, il est élu secrétaire général de la jeunesse intercommunautaire du Nord Kivu (JINK). En cette même année, jusqu’en 2011, il collabore avec la commission diocésaine justice et paix de la Caritas Development-Goma dans plusieurs programmes humanitaires et de développement sociaux :
- Éducation civique et électorale, de vulgarisation du projet de constitution de la 3e République et autres lois promulguées durant la transition ;
- Animation sociale du projet DDR enfants de la Caritas Goma[4],[5] ;

### Carrière politique
Juvénal Munubo commence sa vie politique dans la formation politique FONUS (en) au sein de laquelle il monte en échelons pour devenir, en fin décembre 2003, président fédéral du parti au Nord-Kivu. En janvier 2005, il adhère le Parti du peuple pour la reconstruction et la démocratie (PPRD), parti au pouvoir, et assume la charge du chef du département de communication et porte-parole du parti dans la province de Nord-Kivu.
En 2011, il rejoint l'Union pour la nation congolaise (UNC) de  Vital Kamerhe. Il est élu député national successivement aux élections de 2011 et de 2018.
En tant que député national et membre du parlement, il assume différentes responsabilités : 
- Rapporteur de la commission spéciale chargée d'élaborer le règlement intérieur de l'Assemblée nationale de la 2e Législature de la 3e République, du 1er au 16 mars 2012 ;
- Membre de la commission permanente défense et sécurité de l’Assemblée nationale ;
- Rapporteur de la sous-commission Forces armées dans la commission permanente défense et sécurité de l’Assemblée nationale [6].
- Rapporteur de la Commission Défense et Sécurité de l'Assemblée Nationale (2019-2023)
- Nommé du prix de mérite du Contrôle parlementaire par l’Observatoire de l’action parlementaire par les médias (OAPM) en février 2014 à Kinshasa.

Selon le magazine Jeune Afrique (juin 2014), il est l’un des 10 jeunes politiciens influents et émergents dans le continent africain. Il est rapporteur de la sous-commission parlementaire « Forces armées ».
Le 11 juillet 2020, il participe à la création du G13, un groupe de 13 personnalités politiques qui proposent des réformes électorales en république démocratique du Congo.
En décembre 2023, il se présente pour la troisième fois aux élections législatives dans la circonscription de Walikale, mais il est battu. Pendant la campagne, il dénonce une tentative d'assassinat à son encontre.
En décembre 2024, Juvenal Munubo rejoint l'Alliance des forces démocratiques du Congo, parti présidé par Modeste Bahati Lukwebo.

### Autres fonctions publiques
- De juillet 2020 à juillet 2023, Juvenal Munubo est administrateur de la Régie des voies aériennes[3].